# Lenka Kubíčková
Lenka Kubíčková (* 7. dubna 1984 Svitavy) je bývalá česká florbalová brankářka, reprezentantka, trojnásobná mistryně Česka, vicemistryně Švédska, trojnásobná nejlepší česká brankářka a trenérka brankářek juniorské reprezentace. V české nejvyšší florbalové soutěži hrála v letech 2011 až 2020.

## Klubová kariéra
Kubíčková se k florbalu dostala na střední škole. Na vrcholové úrovni začala hrát v roce 2001 za klub FbK Svitavy, se kterým v sezóně 2004/2005 postoupila do nejvyšší soutěže. Poté, co Svitavy v roce 2007 sestoupily zpět, přestoupila Kubíčková do klubu 1. SC SSK Vítkovice. V první sezóně ještě Vítkovicím pomáhala s udržením v lize, ale v sezónách 2009/2010 a 2010/2011 již vybojovaly bronzové medaile.
Ročník 2011/2012 strávila v FBC Ostrava. Po sezóně se ale FBC odhlásilo z nejvyšší soutěže a Kubíčková se s dalšími spoluhráčkami vrátila do Vítkovic. S nimi získala v dalším ročníku vicemistrovský titul, nejlepší umístění týmu od prvního místa o 13 let dříve. V následující sezóně 2013/2014 vychytala jedinou nulu v historii superfinále a svůj první mistrovský titul, kterým přerušily sedm let trvající vládu týmu Herbadent Praha 11 SJM. Na navazujícím Poháru mistrů získaly první české ženské stříbro.
V roce 2016 odešla na půl roku do Švédské superligy do klubu KAIS Mora IF, se kterým získala titul vicemistra. A protože Vítkovice v této sezóně zvítězily, dostala i českou zlatou medaili za odehranou první část sezóny. Třetí titul získala s Vítkovicemi v sezóně 2017/2018, i když v superfinále nechytala. Další dva roky hrála za tým FBS Olomouc, který bojoval o udržení v Extralize. Posledních několik zápasů odchytala v sezóně 2020/2021 za Vítkovice jako záskok za zraněnou Nikolu Příleskou.
Od roku 2022 je trenérkou brankářů a funkcionářkou v Olomouci a dva roky znovu chytala ve 2. a 1. lize za Svitavy.

## Reprezentační kariéra
Kubíčková reprezentovala Česko na třech mistrovstvích světa v letech 2007, 2011 a 2015. Na šampionátu v roce 2011 získala s českým týmem první ženskou bronzovou medaili, i když v rozhodujících zápasech nechytala. Na svém posledním mistrovství v roce 2015 již byla hlavní brankářkou.
Po skončení hráčské reprezentační kariéry se stala trenérkou brankářek u juniorské reprezentace. V této roli byla u první české stříbrné medaile na juniorském mistrovství v roce 2022 a třech bronzových v letech 2018, 2020 a 2024.
| Umístění         | Soutěž                                                                |
| ---------------- | --------------------------------------------------------------------- |
| 5.               | Mistrovství světa ve florbale žen 2007                                |
| Bronzová medaile | Mistrovství světa ve florbale žen 2011                                |
| 4.               | Mistrovství světa ve florbale žen 2015                                |
| Bronzová medaile | Mistrovství světa ve florbale žen do 19 let 2018 (trenérka brankářek) |
| Bronzová medaile | Mistrovství světa ve florbale žen do 19 let 2020 (trenérka brankářek) |
| Stříbrná medaile | Mistrovství světa ve florbale žen do 19 let 2022 (trenérka brankářek) |
| Bronzová medaile | Mistrovství světa ve florbale žen do 19 let 2024 (trenérka brankářek) |

## Ocenění
V letech 2013, 2015 a 2016 byla třikrát vyhlášená nejlepší českou florbalovou brankářkou sezony.